# Orphée (pièce de théâtre)
 (mars 2019).
Si vous disposez d'ouvrages ou d'articles de référence ou si vous connaissez des sites web de qualité traitant du thème abordé ici, merci de compléter l'article en donnant les références utiles à sa vérifiabilité et en les liant à la section « Notes et références ».
Pour les articles homonymes, voir Orphée (homonymie).
Orphée est une pièce de théâtre en un acte et un intervalle de Jean Cocteau (1889-1963), rédigée fin 1925 et jouée pour la première fois le 17 juin 1926 au théâtre des Arts (théâtre Hébertot), à Paris.

## Argument
Orphée le poète ne crée plus, sa source d’inspiration est tarie. Il ne donne foi qu’aux paroles transmises par les coups de sabot de son cheval. Son épouse Eurydice se sent abandonnée. Elle exprime sa jalousie en cassant un carreau par jour, bon moyen pour avoir la visite d’Heurtebise le vitrier, un brave garçon plein de cœur pour elle. Dans ses manigances pour supprimer ce cheval, Eurydice trouve la mort. Orphée ne peut accepter la disparition de sa femme et, grâce à l’aide angélique d’Heurtebise, il trouve la façon de descendre aux Enfers pour la ramener dans le monde des vivants mais à la condition inviolable de ne jamais plus la regarder sinon il la perdra pour l’éternité. Mais ce qui devait arriver… arrivera. Pourquoi diable Orphée s’est-il retourné?

## De la genèse à la création de la pièce en 1926
En 1926, le théâtre des Arts à Paris présente du 17 au 30 juin, Orphée, une pièce en un acte et un intervalle de Jean Cocteau, avec comme interprètes principaux : Georges Pitoëff et Ludmilla Pitoëff pour les rôles-titres d’Orphée et d’Eurydice, et Marcel Herrand dans le rôle d’un vitrier nommé Heurtebise. 
Cocteau avait écrit sa pièce durant l’été 1925 à Villefranche-sur-Mer. Mais le projet remontait à quelques années en arrière, lorsque Cocteau décida de revisiter les mythes antiques pour les moderniser en commençant par Antigone en 1922. Orphée sera sa seconde pièce dédiée aux héros de l’Antiquité.
Mais cette fois, Cocteau ne va pas simplement adapter une œuvre canonique, il va faire de son Orphée une tragédie à la Shakespeare, avec des passages drôles, et une fin heureuse. Utilisant à sa guise les données du mythe, il écrit son scénario dans le temps présent et par ce moyen accède à l’originalité. C’est pour cette raison qu’on peut dire qu’Orphée est sa première vraie pièce de théâtre puisqu’elle n’est pas calquée sur une pièce existante. Devant un parterre d’étudiants lors d’une conférence, Cocteau résume avec une sorte d’euphorie et d’ironie cette fable d’Orphée et d’Eurydice qui vient du fond des âges :
« Vous connaissez le mythe : Orphée, le grand poète de Thrace, passait pour charmer les fauves. Or, il venait de réussir quelque chose de beaucoup plus difficile : il venait de charmer une jeune fille, Eurydice, de l’arracher au mauvais milieu des Bacchantes. La reine des Bacchantes, furieuse, empoisonna la jeune femme. Orphée obtint d’aller la chercher aux Enfers, mais le pacte lui interdisait de se retourner vers elle ; s’il se retournait, il la perdait pour toujours. Il se retourna. Les Bacchantes l’assaillirent et le décapitèrent, et, décapité, sa tête appelait encore Eurydice. Je vous résume la légende, suivie pas à pas dans ma pièce. J’y ai ajouté quelques personnages : L’ange Heurtebise, et la Mort traitée dans le style des mystères du Moyen Âge ; un commissaire qu’il vous semblera bien avoir déjà rencontré je ne sais où, et un cheval blanc dont la présence chez le poète aurait moins interloqué nos critiques s’il se fussent rappelé le manège de certain barbet noir dans Faust. » 
À cette époque, Cocteau traverse l’une des périodes les plus sombres de son existence. Depuis la disparition le 12 décembre 1923 de son compagnon Raymond Radiguet (auteur du roman : Le Diable au corps), décédé d’une fièvre typhoïde, à l’âge de vingt ans, Cocteau est plongé dans le désespoir et la peine. Celle-ci est tellement grande que Cocteau est bouleversé par l’idée folle de passer de l’autre côté, pour aller arracher la personne aimée à l’au-delà, de la faire revenir, sachant bien que c’est impossible. Dans l’incapacité d’accepter l’absence de Radiguet, il ne peut pas rester insensible à l’idée de sauver l’être aimé. Ce qu’il l’attire le plus fortement, ce n’est pas l’intensité de l’amour d’Orphée pour Eurydice mais davantage le voyage parmi les morts, la descente aux Enfers. 
Cocteau ne cherche d’ailleurs pas à présenter le mythe en tant que tel mais à le transposer dans son époque ce qui lui permet d’exposer sa vision de la vie et d’évoquer ses souffrances. Aussi, l’idée que le monde des morts et celui des vivants puissent communiquer s’impose. Mais il lui faut trouver comment circuler de l’un à l’autre. Cocteau ose convoquer la mort sur scène, pour la regarder en face : « Je vous livre le secret des secrets. Les miroirs sont les portes par lesquelles la Mort va et vient. Ne le dites à personne. Du reste, regardez-vous toute votre vie dans un miroir, et vous verrez la mort travailler, comme des abeilles dans une ruche de verre. » Attiré par la mythologie, il s’empare en particulier du mythe Orphée, qui va devenir un fil rouge tout au long de ses œuvres : pièces de théâtre, films, dessins (comme sur le pommeau de son épée d’académicien) et s’imposera dans son film Orphée, tourné en 1949. Tout en suivant l’histoire d’Orphée et d’Eurydice de bout en bout, Cocteau ne craint pas d’y rajouter ses propres créatures dont Heurtebise, une figure ailée, qui, sous la forme d’un vitrier en bleu de travail, devient le confident d’Eurydice puis le protecteur du couple. Son nom est d’origine purement anecdotique. Atteint de somnambulisme, Cocteau avait recours à l’opium pour atténuer la douleur. C’est en se rendant chez Picasso, 23, rue La Boétie, qu’il remarque dans l’ascenseur une plaque en cuivre et, sous l’emprise de la drogue, lit le nom du fabricant : Heurtebise. « Je crus que je grandissais côte-à-côte avec je ne sais quoi de terrible et qui serait éternel ». Ainsi s’appellera le personnage auquel il donne naissance, L’Ange gardien Heurtebise. 
La construction d’ensemble n’apparaît pas encore clairement puisque Cocteau envisage toujours une construction par actes. « Ce travail me donne beaucoup de mal et de plaisir ». Ainsi il utilise plusieurs procédés simples et ingénieux accompagnent la représentation : traversée d’un miroir avec des gants, l’ange-vitrier Heurtebise un moment en lévitation, une tête coupée d’Orphée qui parle… Son inventivité scénique se mêle à son humour grinçant. Cocteau informe en permanence son entourage sur l’avancement de son travail : « J’essaie de m’enfoncer dans le travail très dur d’Orphée. Je croyais que ce serait plus simple », écrit-il à sa mère. Il en parle aussi à Marcel Herrand, s’interrogeant sur la distribution « car le rôle d’Eurydice est le rôle type de Madame Pitoëff ». Il demande à Igor Stravinsky des conseils pour les roulements de tambour qui doivent accompagner le personnage de la Mort, lors d’une lecture de la pièce le 1er octobre 1925. Fin octobre, il donne son texte à dactylographier.
Une fois la pièce acceptée par les Pitoëff, il faut trouver l’argent de la production, une date et un programme car la durée de la pièce étant courte elle ne peut constituer à elle seule une soirée de spectacle. Elle sera associée à une tragédie-vaudeville de Marcel Achard. À côté des trois personnages principaux, Œdipe, Eurydice et Heurtebise, la Mort sera jouée par Mireille Havet en blouse d’infirmière, cachant son visage derrière un loup sur lequel sont peints des yeux bleus, tandis qu’une paire de gants en caoutchouc lui permet de traverser les miroirs comme de l’eau.  Les costumes seront tous créés par Gabrielle Chanel qui avait déjà travaillé pour Antigone. Cocteau a veillé sur chacun des détails, comme sur le décor de Jean Hugo : dans ce salon étrange, un miroir laisse entrer et sortir les personnages par un praticable qui débouche des coulisses. On y voit une sorte de niche où est enfermé un cheval blanc qui répond à coups de sabot aux questions qu’on lui pose. Cocteau fait une lecture chez lui le 30 décembre 1925 et fin mai 1926, les répétitions commencent à Paris au théâtre des Arts, boulevard des Batignolles et puis dans le décor réel début juin. Le spectacle se joue du 17 au 30 juin pour quinze représentations seulement car Pitoëff aime les cycles brefs ; de plus c’est l’été, et Ludmilla attend un enfant. La réception de la pièce par la critique est dans l’ensemble plutôt moyenne. Pour certains c’est un spectacle de fantaisie, de jeunesse, de poésie et d’humour, « Il y a bien là, aussi, le plaisir d’étonner par quelque excentricité » lira-t-on dans Le Petit Parisien sous la plume de Paul Ginisty, pour d’autres c’est à ne rien comprendre. Le public est assez dérouté, par les costumes modernes de Chanel (tenue de tennis pour Orphée, petite robe simple pour Eurydice). La scène de la Mort impressionne beaucoup, à cause de son entrée à travers le miroir. Tout va très vite aussi, la représentation durant environ cinquante minutes. Le couple Pitoëff emporte l’adhésion. Cocteau est enthousiaste et il restera fidèle au couple pour la reprise en 1927 où à cette occasion il jouera lui-même le rôle d’Heurtebise et gardera un souvenir très fort de cette expérience.
La reprise de 1929 n’aura pas lieu car Cocteau est retenu en clinique pour une cure de désintoxication. Nouvel espoir de reprise en 1939 mais cette fois c’est la mort le 17 septembre 1939 de Georges Pitoëff qui l’empêche. Cocteau gardera toujours une tendresse particulière pour sa collaboration avec les Pitoëff. Par son côté mystérieux, onirique, poétique, burlesque, la pièce sera vite adoptée par les jeunes troupes de lycéens et d’étudiants. Elle sera traduite et jouée dans le monde entier. Dans un entretien en 1951 avec André Fraigneau Cocteau dira d’elle : « Moitié farce, moitié méditation sur la mort, c’est la pièce de moi qu’on joue le plus dans les universités du monde entier. On l’a joué aussi beaucoup dans les stalags ; les prisonniers l’ont monté d’ailleurs de façon très belle. »
Par la suite la pièce de Cocteau a été absorbée par les films de l’auteur, celui de 1949 et celui de 1959, qui ont amplifié et développé le travail sur le mythe.

## Mise en scène de la pièce en 1926[5]
- Création le 17 juin 1926 au théâtre des Arts à Paris
- Mise en  scène : Georges Pitoëff
- Décors : Jean Hugo
- Costumes : Gabrielle Chanel

- Georges Pitoëff : Orphée
- Ludmilla Pitoëff : Eurydice
- Marcel Herrand : Heurtebise
- Mireille Havet : la Mort
- Jean Hort : le greffier
- Léon Larive : le commissaire de police
- Alfred Penay : Azraël
- Georges de Vos : Raphaël

En 1927, Jean Cocteau a interprété le rôle d'Heurtebise.

## Reprise de la pièce auXXIesiècle
En 2017, Orphée de Jean Cocteau est mis en scène de César Duminil au théâtre des Charmes à Eu en Normandie puis en 2019 au théâtre Lucernaire à Paris. Les décors sont d’Edouard Duminil et Léo Ciornei, la lumière de Pierre Saint-Léger, les costumes de Blanche Abel. C'est une production de La compagnie du premier homme.
Un décor blanc et élégant, sur la petite scène du Lucernaire, nous plonge dans le monde du rêve : sur les parois, des dessins en trompe-l’œil stylisés à gros traits noirs, à la manière de Cocteau, figurent portes, fenêtres, bibliothèque. Les costumes, un rien sophistiqué, se déclinent aussi dans les blancs. La Mort, princesse élégante aux gants de caoutchouc magiques, est suivie par deux anges habillés en infirmiers. Le spectacle prend en compte les effets spéciaux prévus par Jean Cocteau. Le cheval intervient ici derrière un écran vidéo et délivre un message codé à coups de sabot : M E R - - (est-ce merci ou merde !) traduction de « Madame Eurydice Reviendra Des Enfers ». L’ange-vitrier reste suspendu dans les airs et la tête coupée d’Orphée, déchiqueté par les Bacchantes vengeresses, se met à parler. Le mythe d’Orphée, revisité par Cocteau qui en avait fait un pur chef-d’œuvre de poésie et de fantaisie dans les vingt premières années du siècle précédent, est bien restitué, dans les vingt premières années du siècle présent, par César Duminil (né en 1989) et sa troupe de jeunes comédiens qui nous transporte avec grand talent dans l’univers surnaturel et onirique du grand poète.
Distribution : César Duminil (Orphée), Joséphine Thoby (Eurydice), Jérémie Chanas (Heurtebise), Ugo Pacitto (le greffier et Raphaël), Yacine Benyacoub (le Commissaire et Azraël), William Lottiaux (la Mort).

## Adaptations cinématographiques
- 1950 :  Orphée est un film français réalisé par Jean Cocteau, sorti en 1950, avec Jean Marais, Marie Déa, Maria Casarès et François Perier
- 1959 : Orfeu Negro est un film musical franco-italo-brésilien réalisé par Marcel Camus, avec Marpessa Dawn  et Breno Mello - Palme d'or au Festival de Cannes 1959
- 1960  :  Le Testament d'Orphée est un film français réalisé par Jean Cocteau, sorti en 1960, avec Jean Marais, Maria Casarès, François Perier, Édouard Dermit
- 1985 : Parking est un film musical français réalisé par Jacques Demy, sorti en 1985, avec Francis Huster, Marie-France Pisier, Jean Marais et Laurent Malet